# Itransition Group
Itransition Group (Itransition) — международная ИТ-компания в области разработки программных решений и ИТ-консалтинга. Резидент белорусского парка высоких технологий (ПВТ) и член научно-технологической ассоциации «Инфопарк». Входит в пятерку крупнейших экспортеров программного обеспечения из числа компаний-резидентов ПВТ.
Представительства Itransition находятся в США, Великобритании, Нидерландах, центр разработки — в Белоруссии.

## История
Компания начала свою деятельность в составе многопрофильного холдинга «БелХард». В 1998 году Сергей Гвардейцев, работавший директором по разработке, создал подразделение из 10 Java-специалистов. В 2005 году подразделение выделилось в независимую компанию, став одним из первых резидентов ПВТ. В 2006 году компания была преобразована в холдинг.
- В 2008 году открыто представительство в России и Нидерландах; Itransition становится участником партнерской программы Microsoft. На сегодняшний день компания является золотым партнером с сертифицированными компетенциями «Порталы и совместная работа» (Collaboration and Content) и «Разработка программного обеспечения» (Application Development)[6].
- В 2009 году открыт офис в Лондоне, Великобритания и первый американский офис в США, в Остине[7].
- В 2013 году департамент тестирования программного обеспечения Itransition выделился[8] в дочернюю компанию A1QA.
- В 2014 году компания расширяет основные виды деятельности, включая в их список услуги по тестированию безопасности и технической защите информации[9].
- В 2015 году компания вошла в пятерку крупнейших разработчиков ПО по версии рейтингового агентства «Эксперт РА»[10].
- В 2016 году Алексей Демичев становится генеральным директором компании[11]. Открыт офис в Денвере, США.

## Деятельность
- ИТ-консалтинг
- Заказная разработка ПО
- Интеграция корпоративных приложений
- Тестирование и контроль качества
- Сопровождение и поддержка
- Формирование выделенных команд

## Рейтинги и награды
С 2009 года Itransition ежегодно входит в рейтинг The Global Outsourcing Top 100 по мнению экспертов IAOP (International Association of Outsourcing Professionals). В 2016 году Itransition вошла в топ рейтинга в номинациях «Отзывы клиентов» и «Инновационные программы», а также вошла в ряды «Суперзвезд» за присутствие в списке на протяжении последних восьми лет.
В 2015 году компания Deloitte включила Itransition в список самых динамично развивающихся компаний Северной Америки — Deloitte Technology Fast 500.
Рейтинговое агентство «Эксперт РА» в 2013—2015 годах включило Itransition в список крупнейших российских компаний в области информационных и коммуникационных технологий, а также в Топ-30 разработчиков программного обеспечения. В 2015 году Itransition вошла в пятерку крупнейших российских разработчиков.
Согласно данным «Коммерсанта», по итогам 2013—2015 годов Itransition вошла в список крупнейших ИТ-компаний России, а также в список крупнейших разработчиков программного обеспечения.
По данным Cnews Analytics, Itransition вошла в топ-50 крупнейших ИТ-компаний России 2018 года.
Компания является лауреатом первой премии «HR-бренд Беларусь 2014», двукратным победителем номинации «Социально ответственный бренд» конкурса «Бренд года», организатором самого значимого проекта КСО Беларуси за 2016 год в номинации «Взаимодействие с местными сообществами» по версии фонда «Идея».

## Образовательная деятельность
С 2005 года работает учебный центр Itransition, ежегодно обучая более шестисот студентов технологиям Java, .NET, Ruby, PHP, SAP и тестированию ПО.
Компания активно сотрудничает с ведущими техническими вузами Беларуси. На сегодняшний день Itransition оборудованы 12 учебных лабораторий в Белорусском национальном техническом университете (БНТУ), Белорусском государственном университете (БГУ), Белорусском государственном университете информатики и радиоэлектроники (БГУИР).